# Javier Torrente
Javier Luis Torrente (Rosario, 8 giugno 1969) è un allenatore di calcio argentino.

## Carriera
Il 18 settembre 2021 viene ufficializzato sulla panchina del Beerschot VA, posto precedentemente assegnato a Peter Maes.